# 普善路

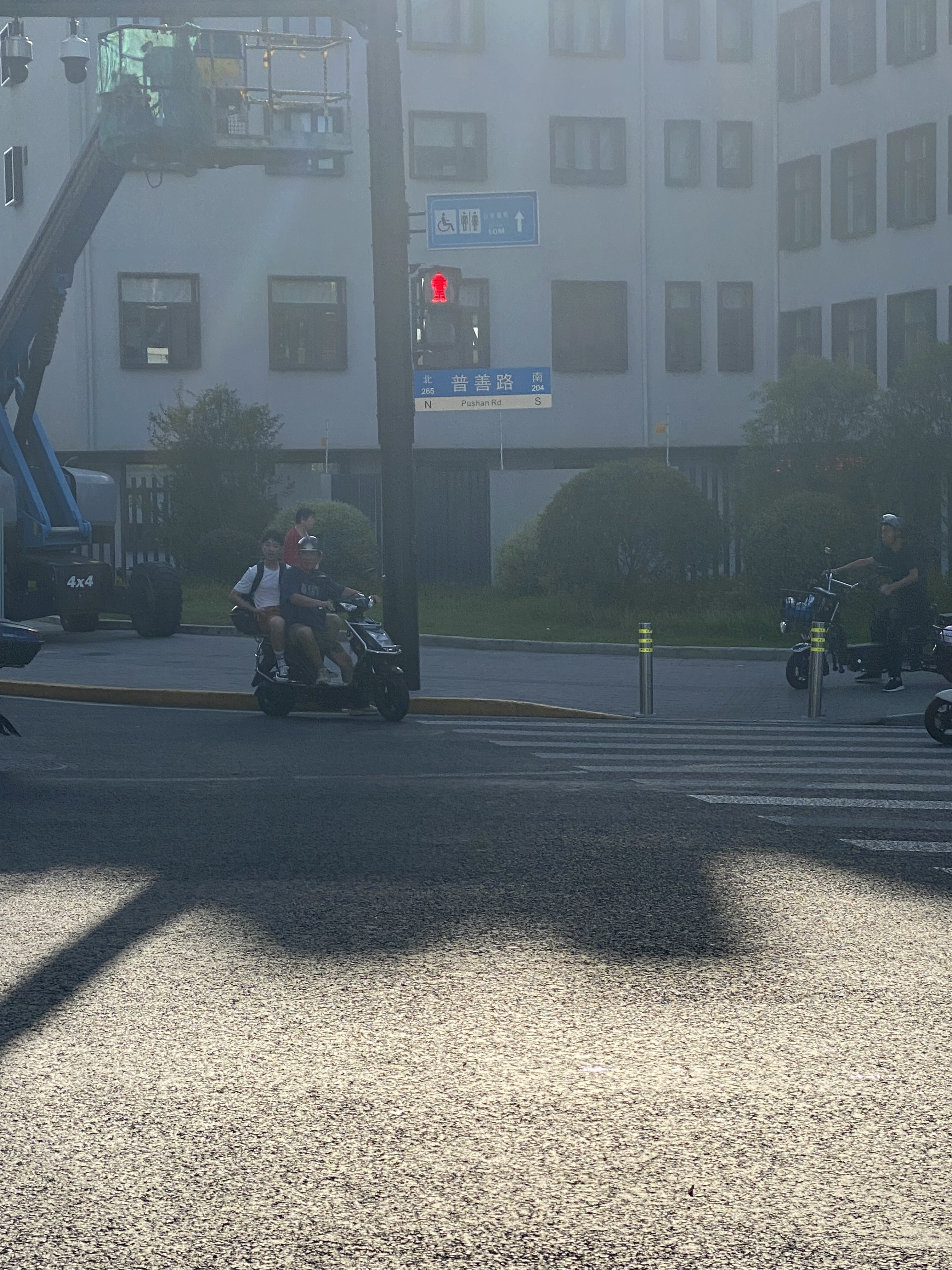
中山北路普善路路口

普善路是中華人民共和國上海市靜安區一條南北走向道路，分為兩段，南段南起中興路，北至滬太路，北段南起中華新路，北至延長中路。道路得名自普善山庄。道路長度在1100米以上。該道路两侧一度都是棚戶區，被稱為闸北的「穷街」。
普善路的談家桥路以北的最初的路段為1917年乡民修筑的道路。普善路的普善横路以南一段道路为普善山庄自建的道路。1929年，普善山庄又修建了一段道路。淞滬會戰時，普善路周圍的普善山庄、吴江会馆、扬州公所以及松寿里等居民点均被毁。日軍佔領上海後，在普善路兩側建立了數百間馬棚，在裡面饲养军马。中國抗日戰爭結束後有人住进马棚，普善路附近逐渐形成平民棚户区，當時人稱之為平民村。中華人民共和國建国后普善路铺設了弹石路。1980年代初，道路再次改筑。